# Muzeul Nikola Tesla

Muzeul Nikola Tesla (în sârbă Музеј Николе Тесле, cu alfabetul latin: Muzej Nikole Tesle) este un muzeu dedicat inventatorului și inginerului electric Nikola Tesla din capitala sârbă, Belgrad. Muzeul găzduiește, de asemenea, urna cu cenușa lui Tesla și o mare parte din proprietatea sa. Din acest motiv, arhiva muzeul este introdus în registrul memoria lumii al UNESCO.

## Istorie

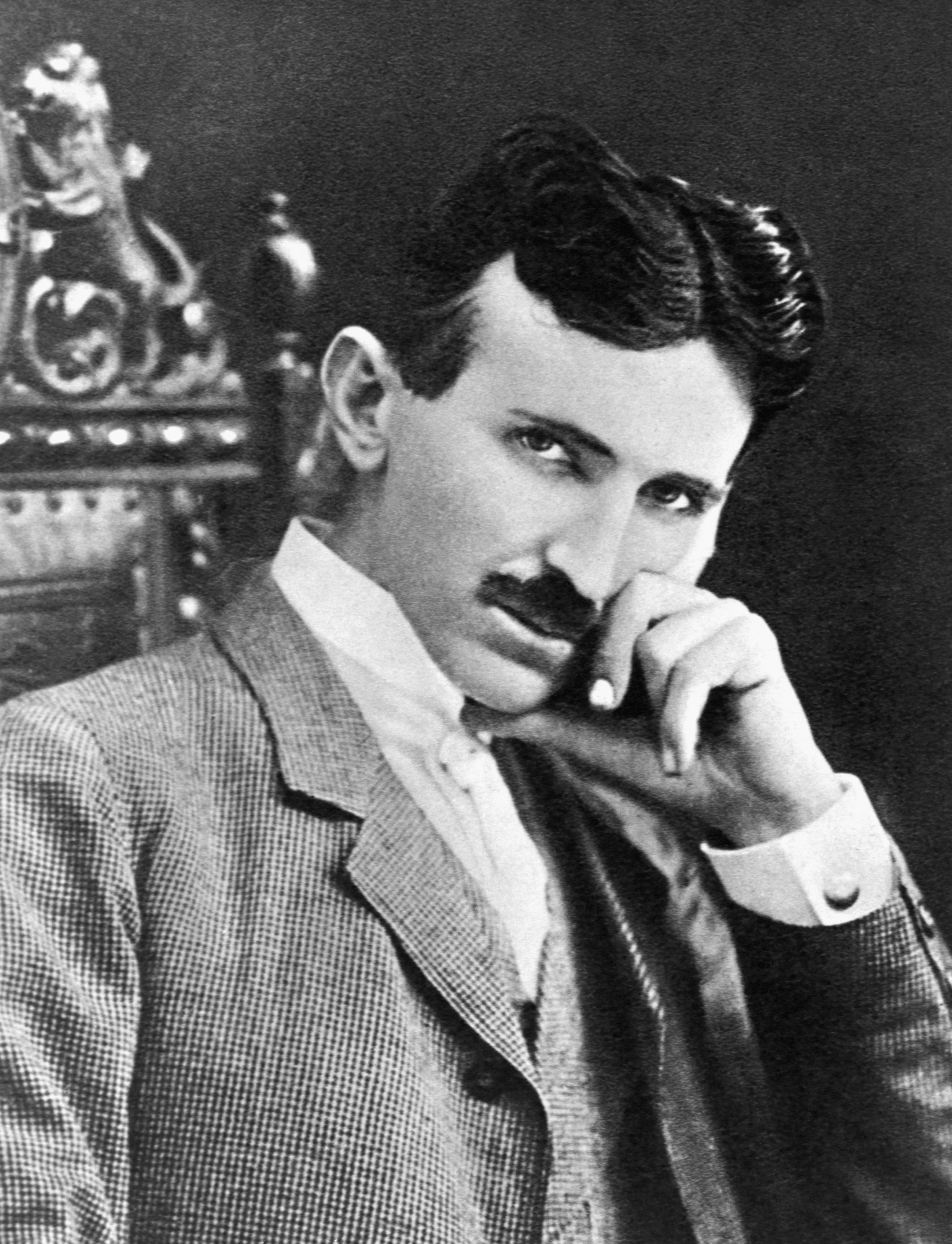
Nikola Tesla (în jurul anului 1895)

Muzeul este găzduit într-o vilă construită anterior cu scop rezidențial în cartierul belgrădean, Vračar. Clădirea a fost proiectată de arhitectul sârb Dragiša Brašovan și construită în 1929. Înainte de a fi desemnat locul Muzeului Nikola Tesla în 1952, acesta a servit o varietate de scopuri. Decizia de a înființa muzeul a fost luată de guvernul Republicii Sociali Iugoslaviei după ce moștenirea lui Nikola Tesla a fost acordată nepotului său Sava Kosanović de către o curte americană din New York în 1951 și transferată la Belgrad. Muzeul a fost în cele din urmă deschis pe 5 decembrie 1952.
Pe 5 aprilie 2008, un model al fântânii Tesla pe care a dezvoltat-o a fost inaugurat într-un mic parc de la colțul străzii vizavi de muzeu.

## Expoziții

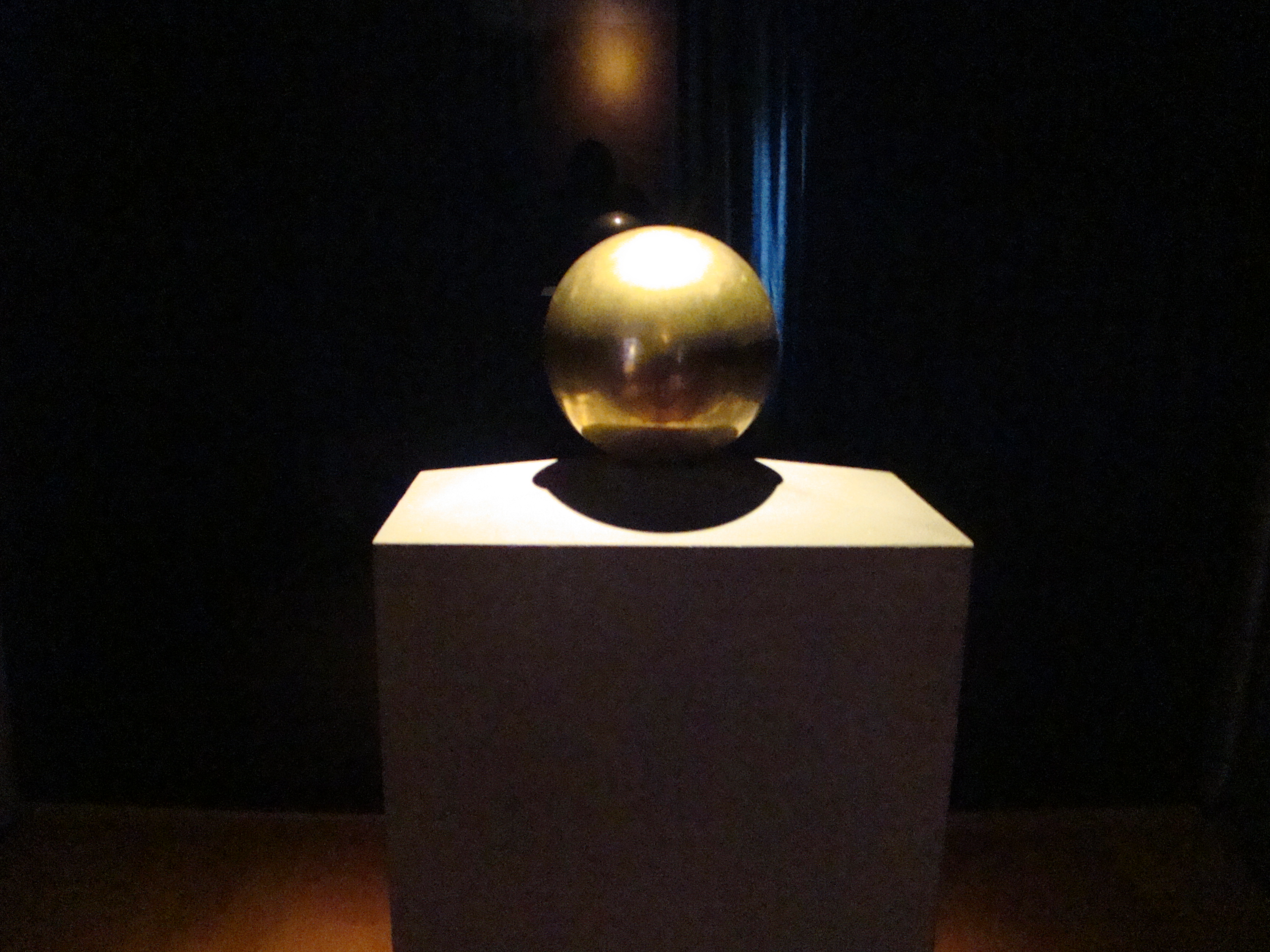
Urna cu cenușa lui Nikola Tesla

Pe lângă expozițiile care se schimbă periodic, parterul casei găzduiește o expoziție permanentă care ilustrează viața lui Nikola Tesla cu numeroase obiecte personale. În alte camere există mai multe exponate funcționale care sunt destinate să aducă invențiile lui Tesla mai aproape de vizitator. Un film de 15 minute despre viața și opera lui Nikola Tesla este prezentat la intervale regulate într-o cameră video.

## Arhiva
Arhiva Nikola Tesla este găzduită la etajul superior al muzeului. Găzduiește în jur de 160.000 de documente originale, 2.000 de cărți și reviste, 1.200 de exponate din istoria tehnologiei, 1.500 de fotografii, plăci foto, instrumente și echipamente, precum și 1.000 de planuri și desene. Datorită importanței remarcabile a activității lui Nikola Tesla pentru dezvoltarea ingineriei electrice și a numărului mare de documente din viața sa stocate în clădire, arhiva a fost înscrisă pe lista Registrul Memoria Lumii 2003.

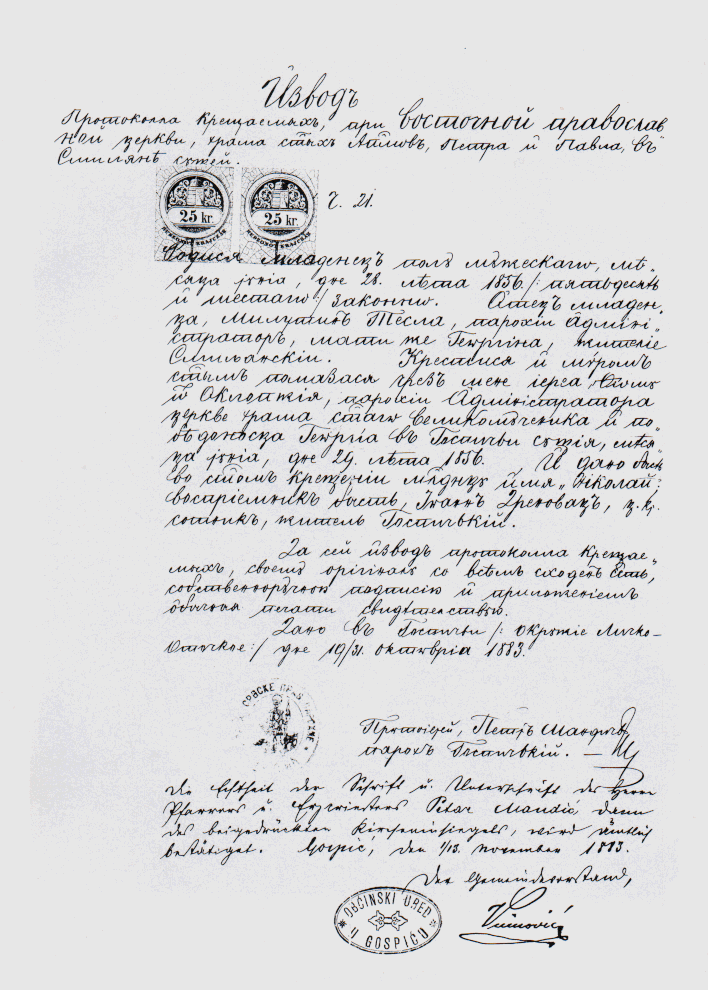
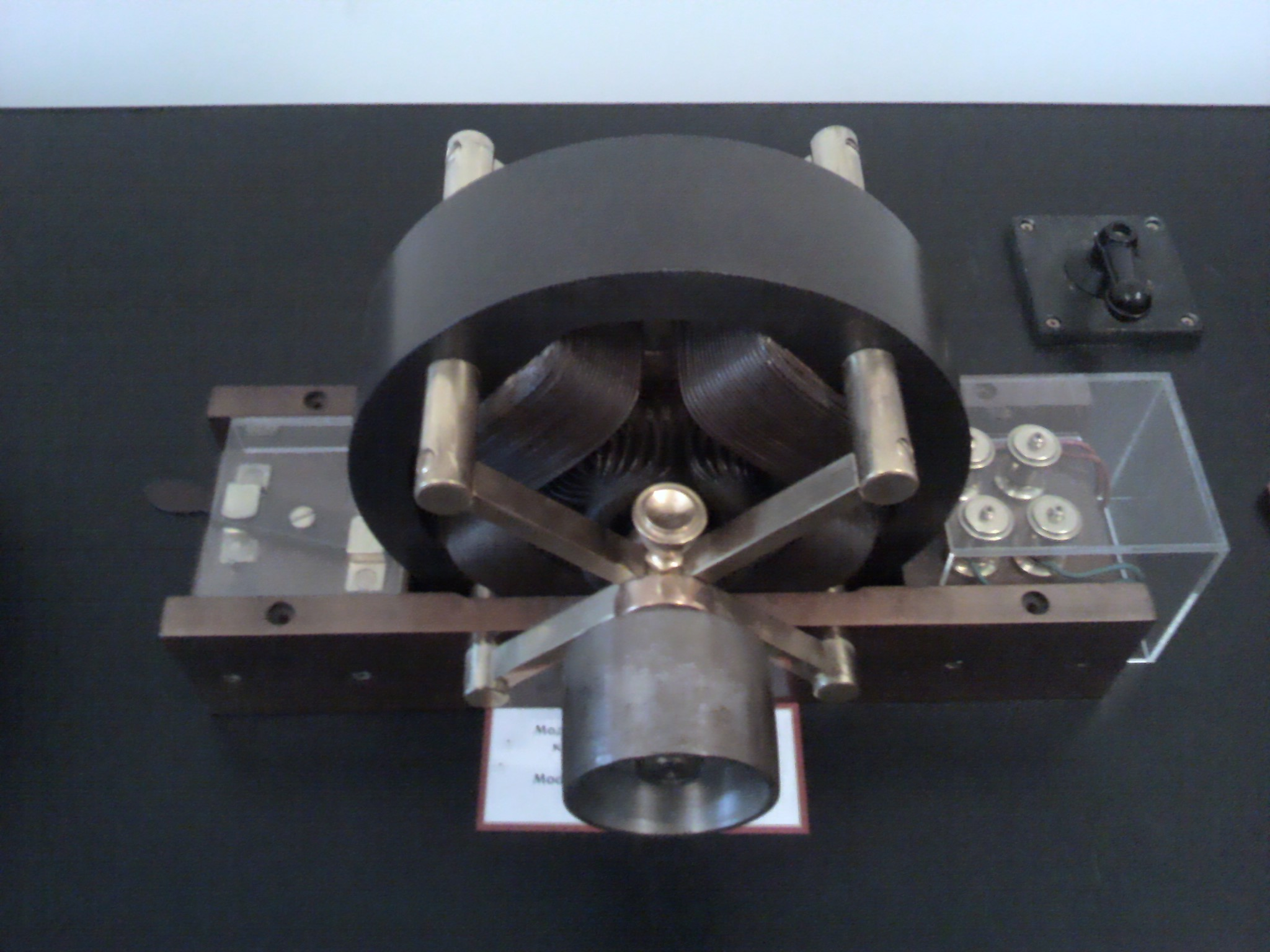
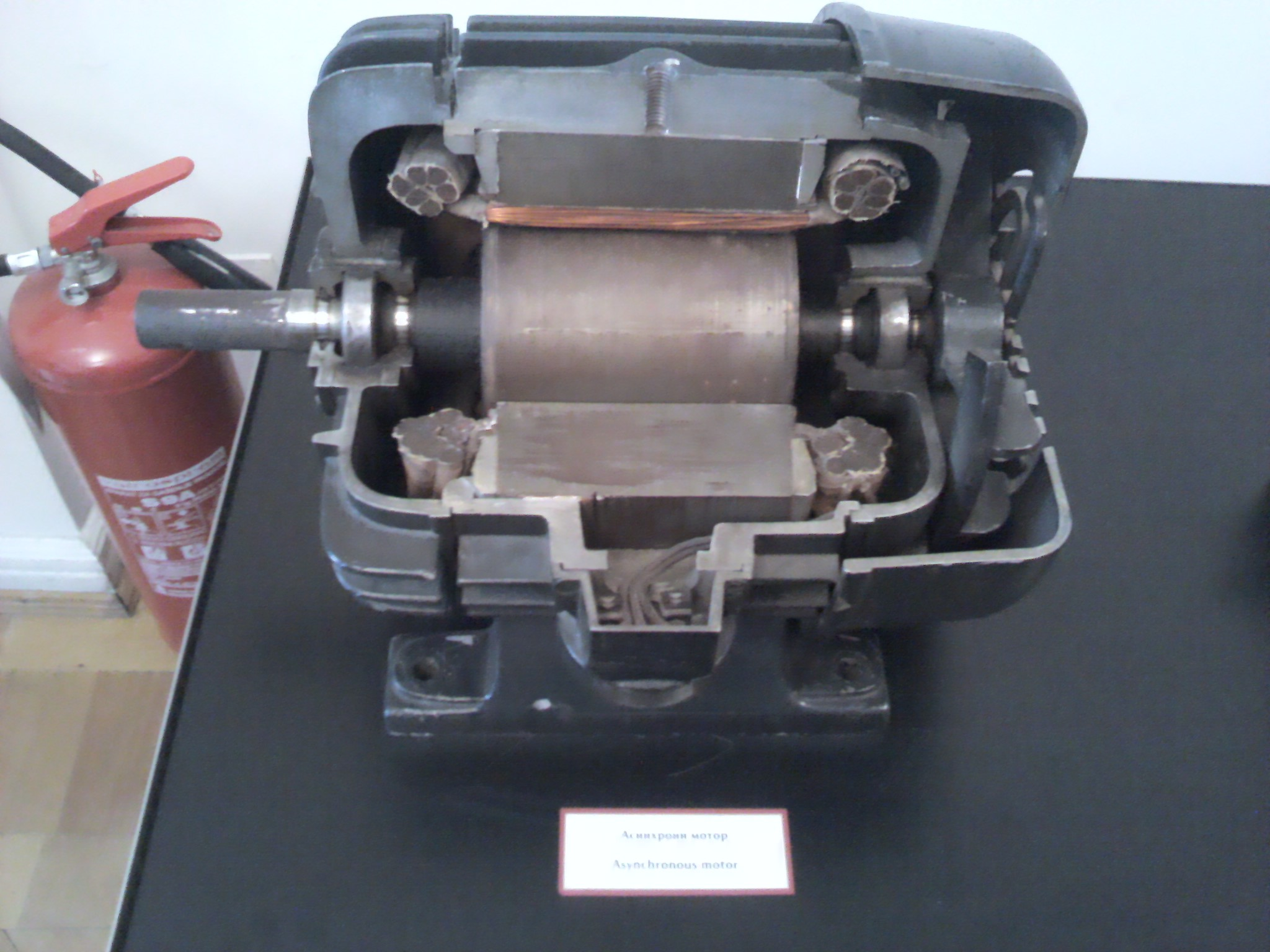
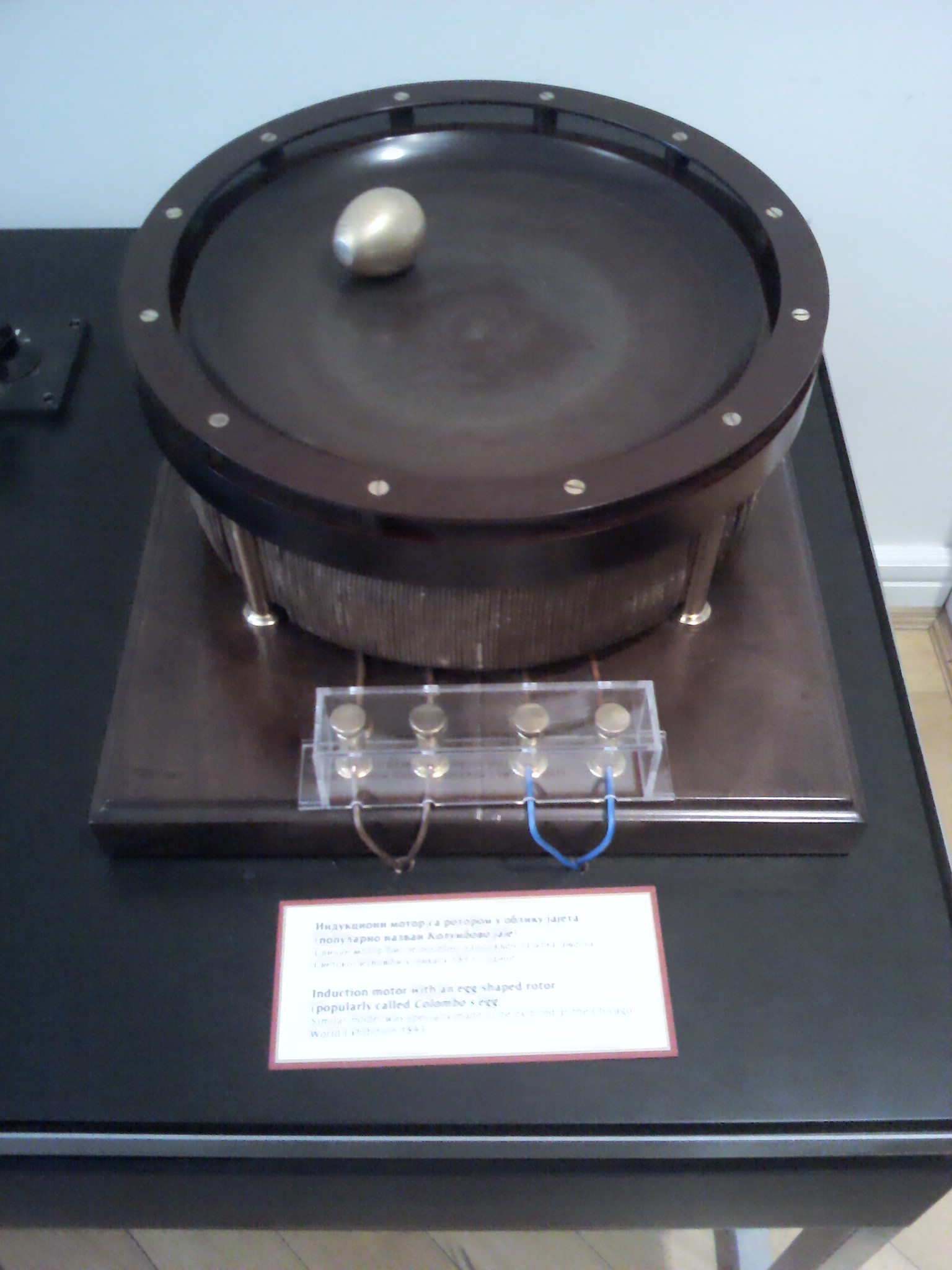
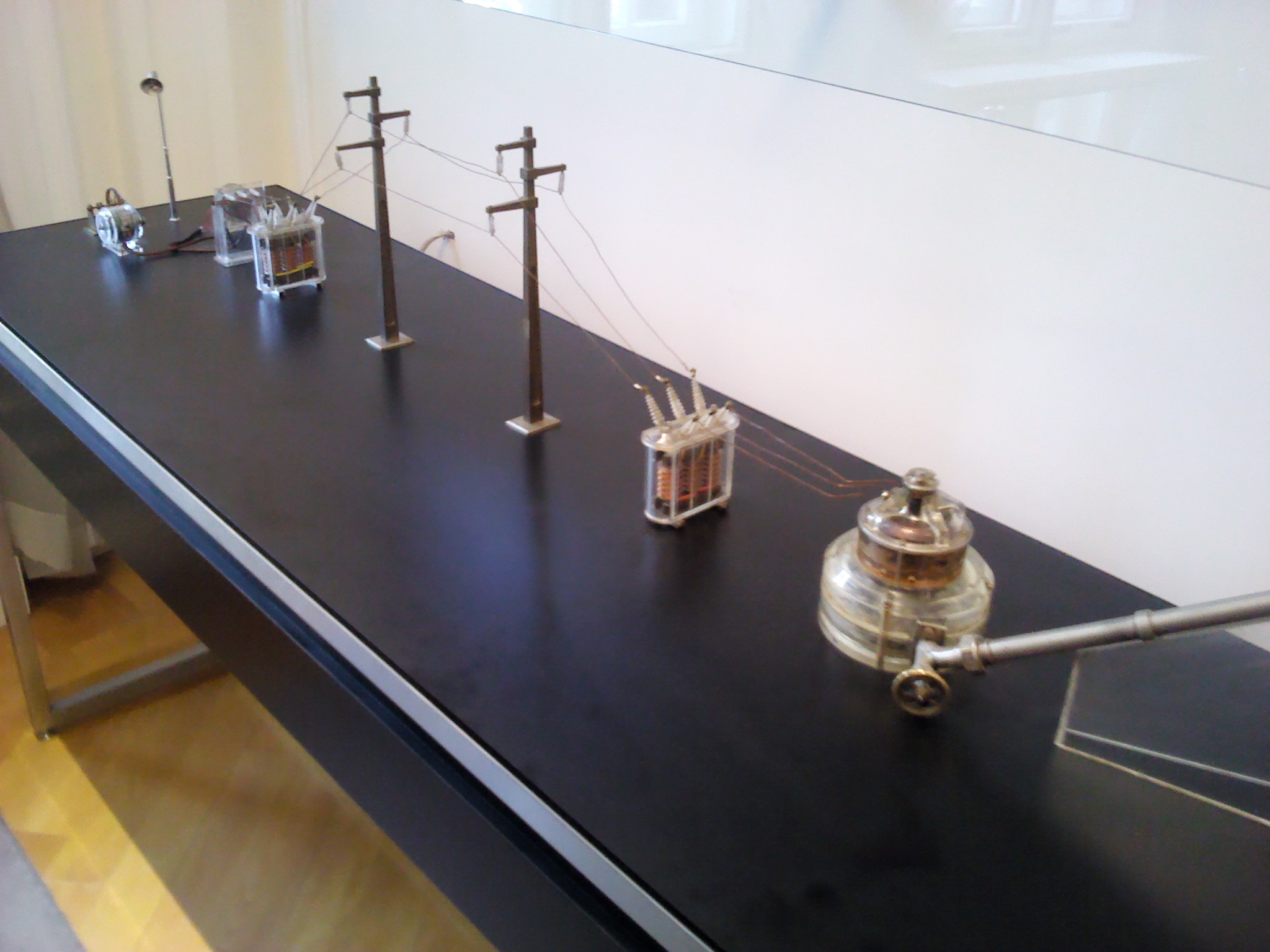
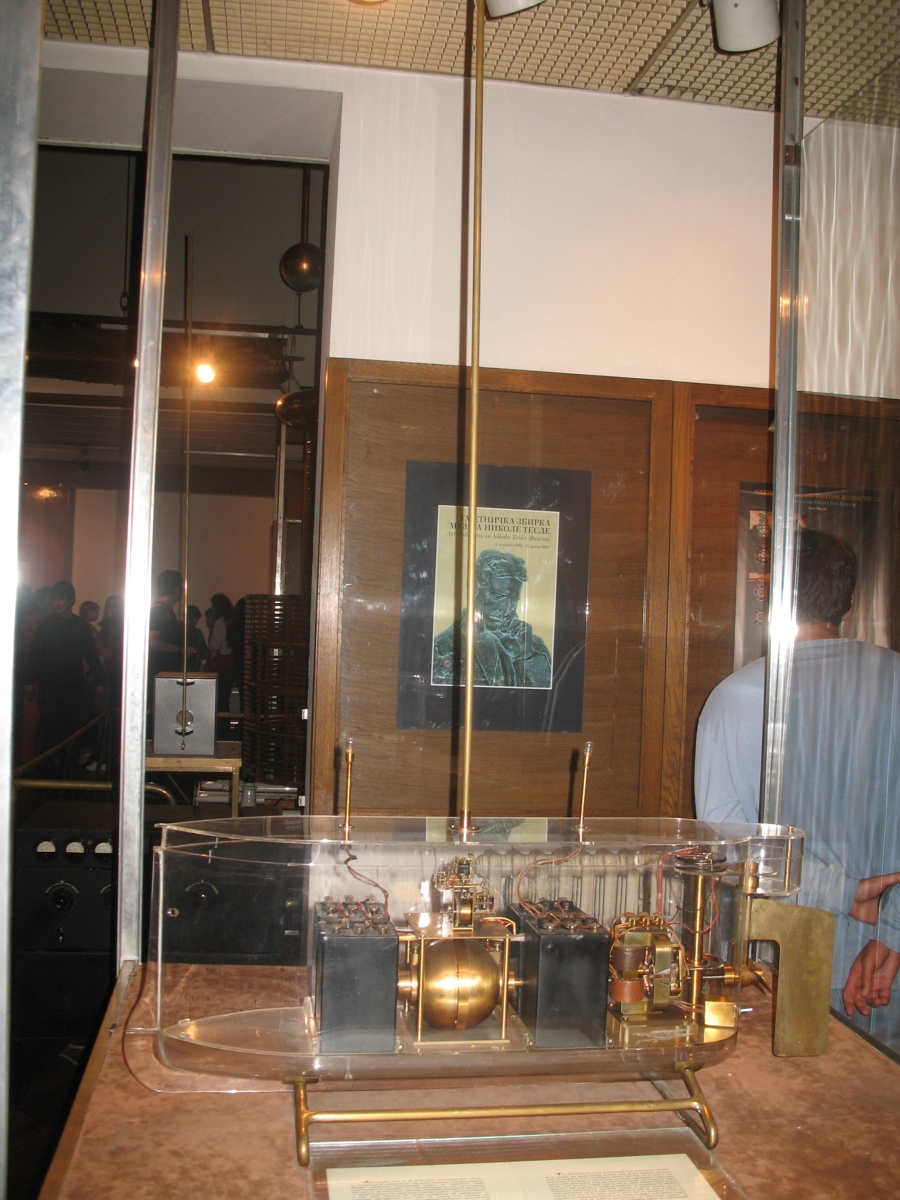
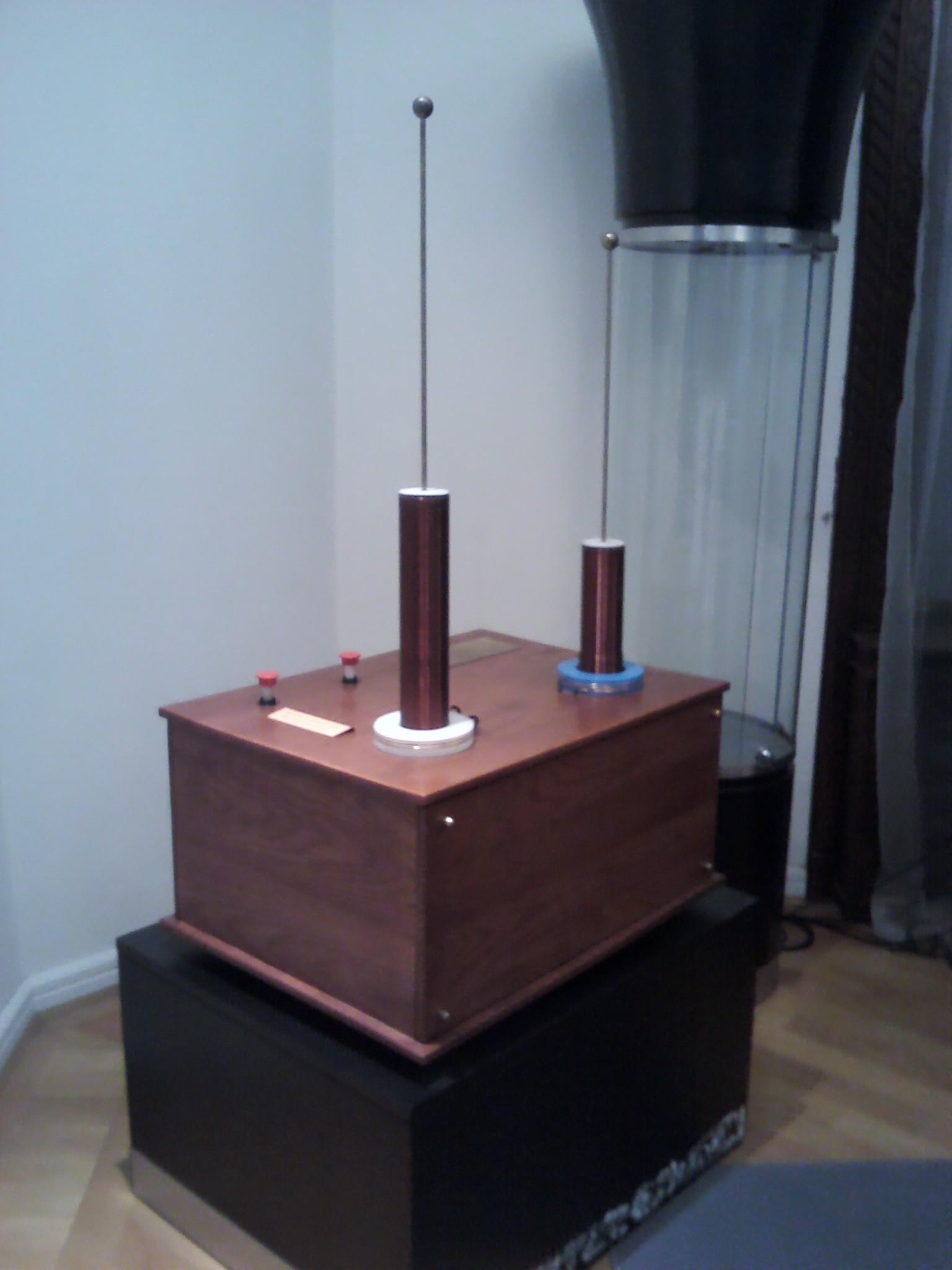
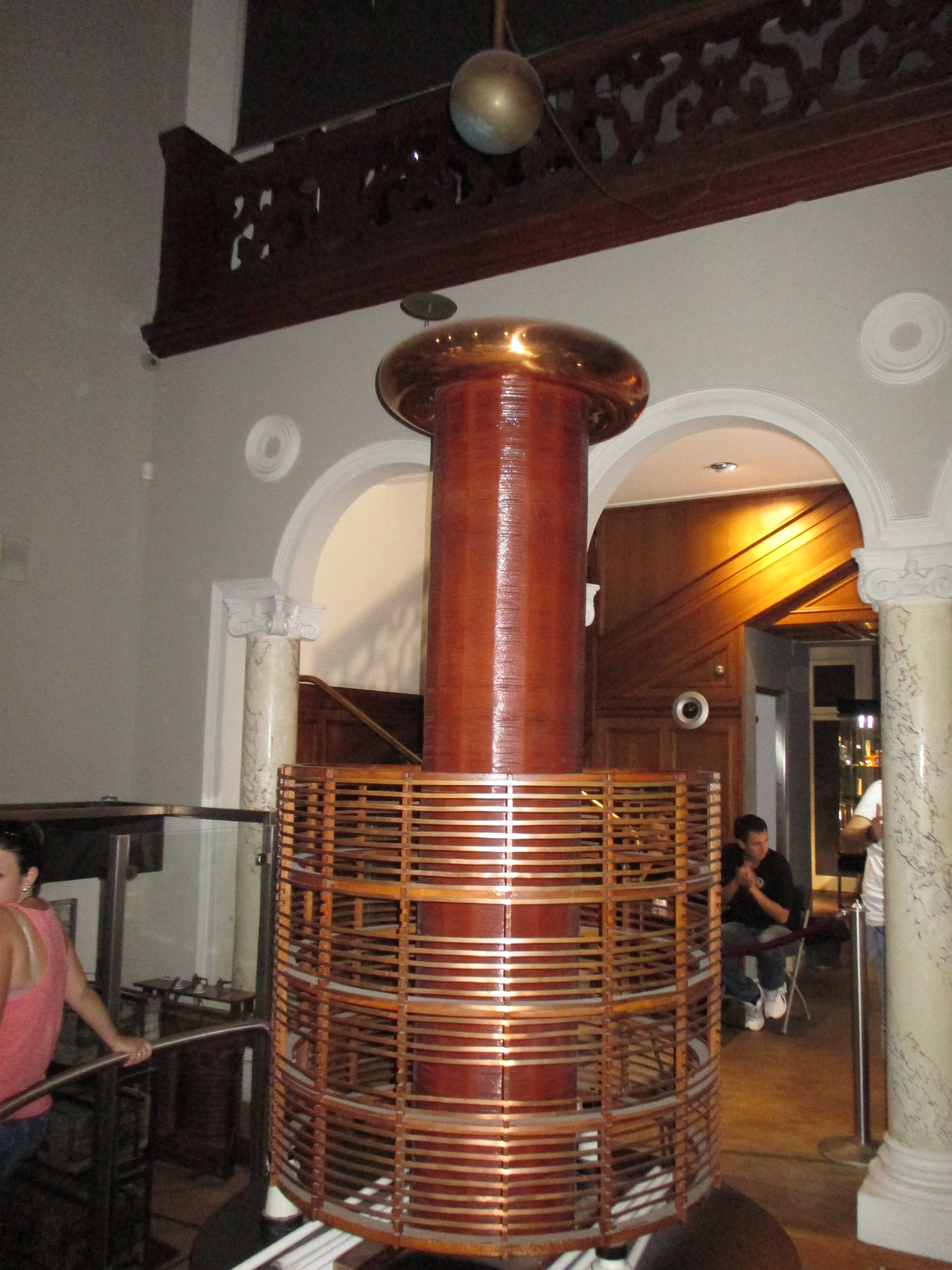
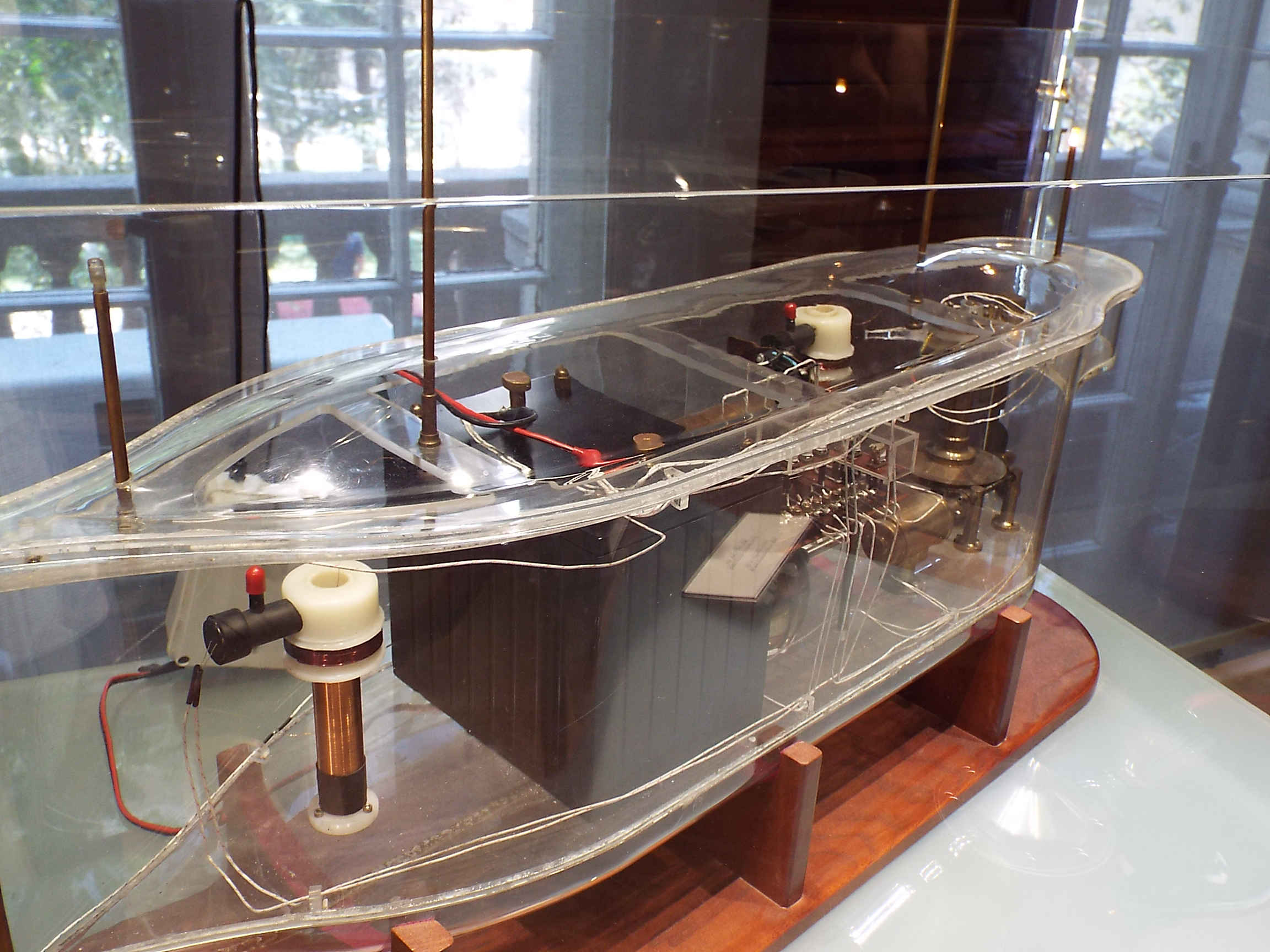
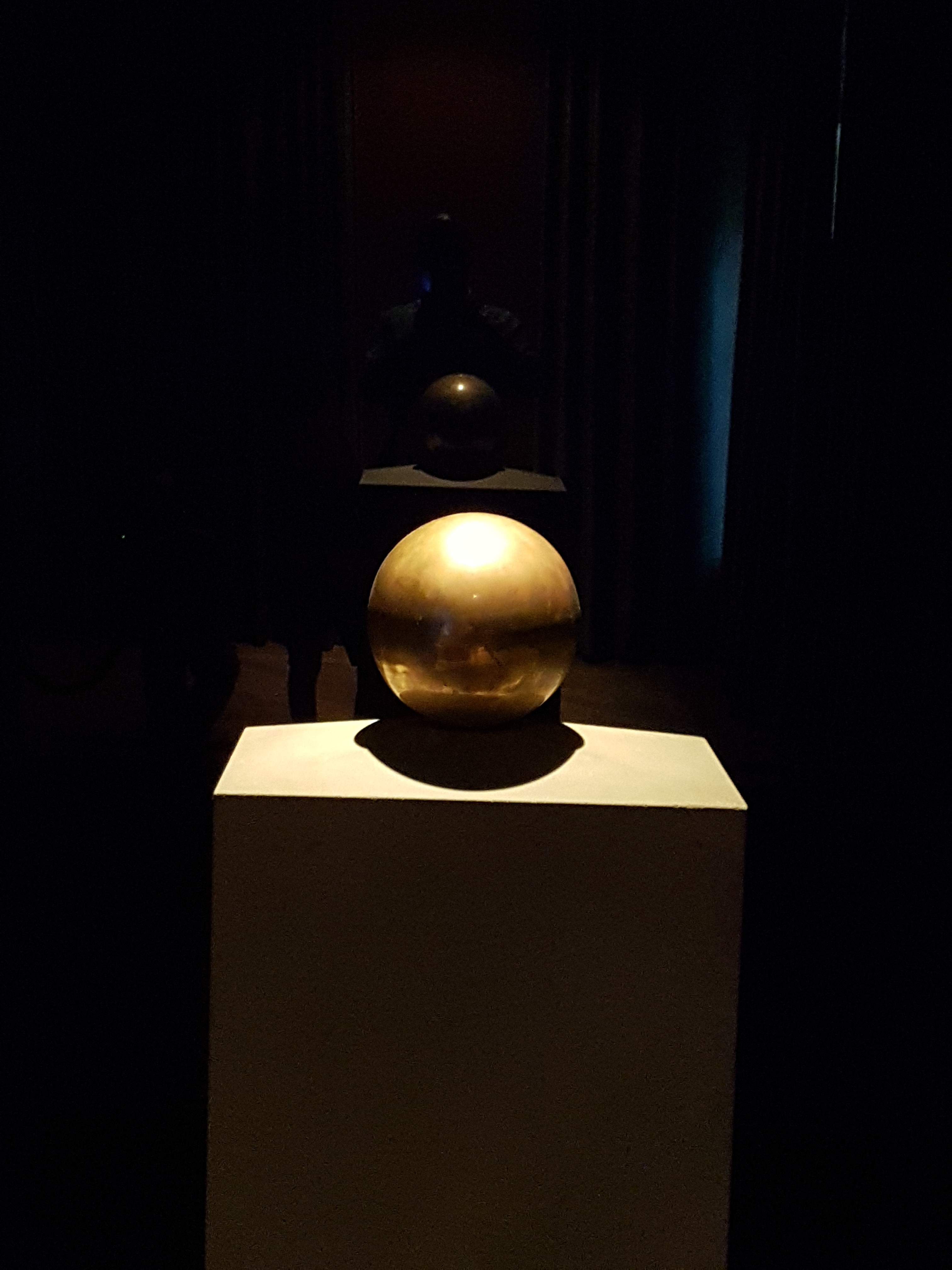
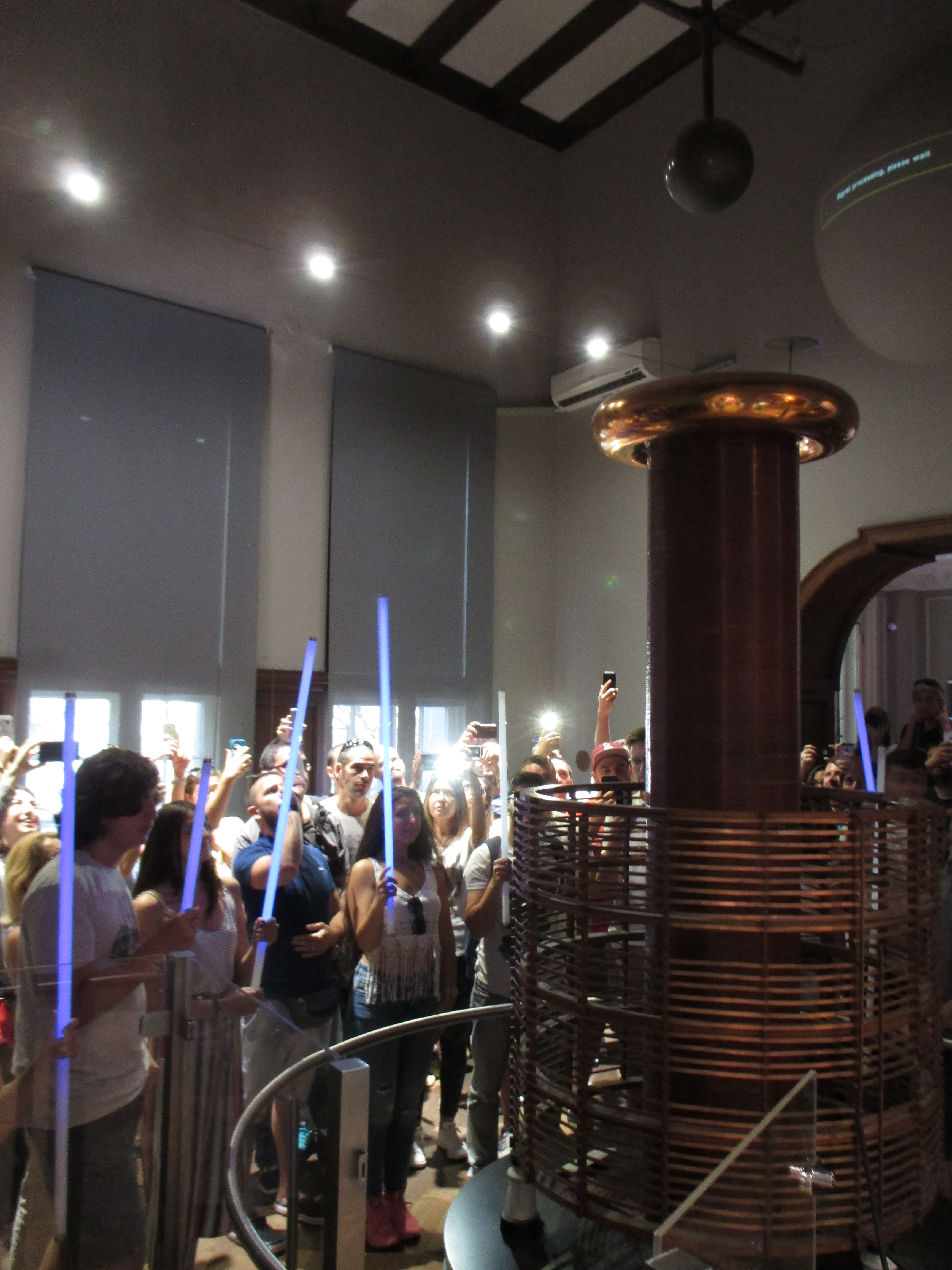
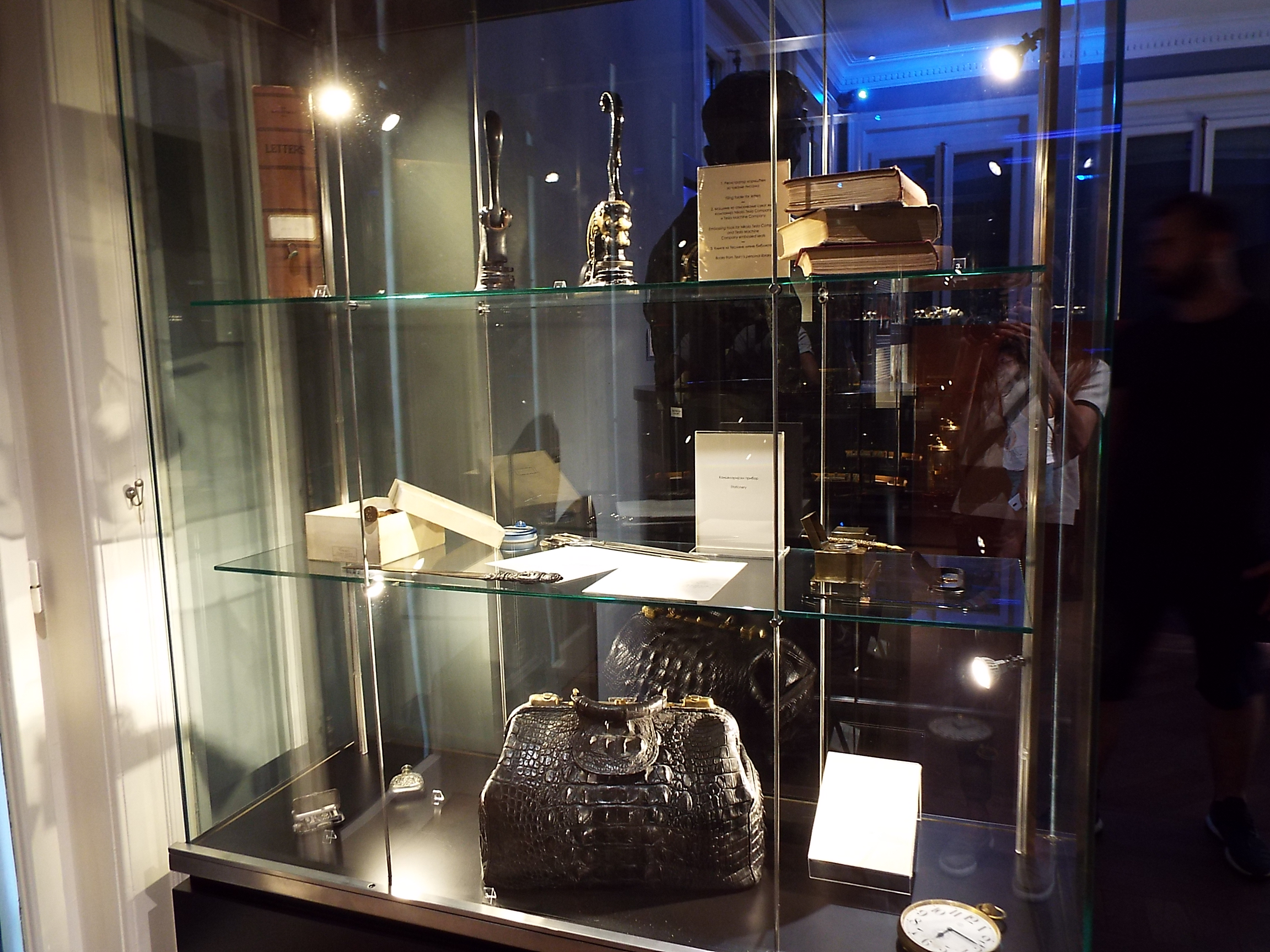
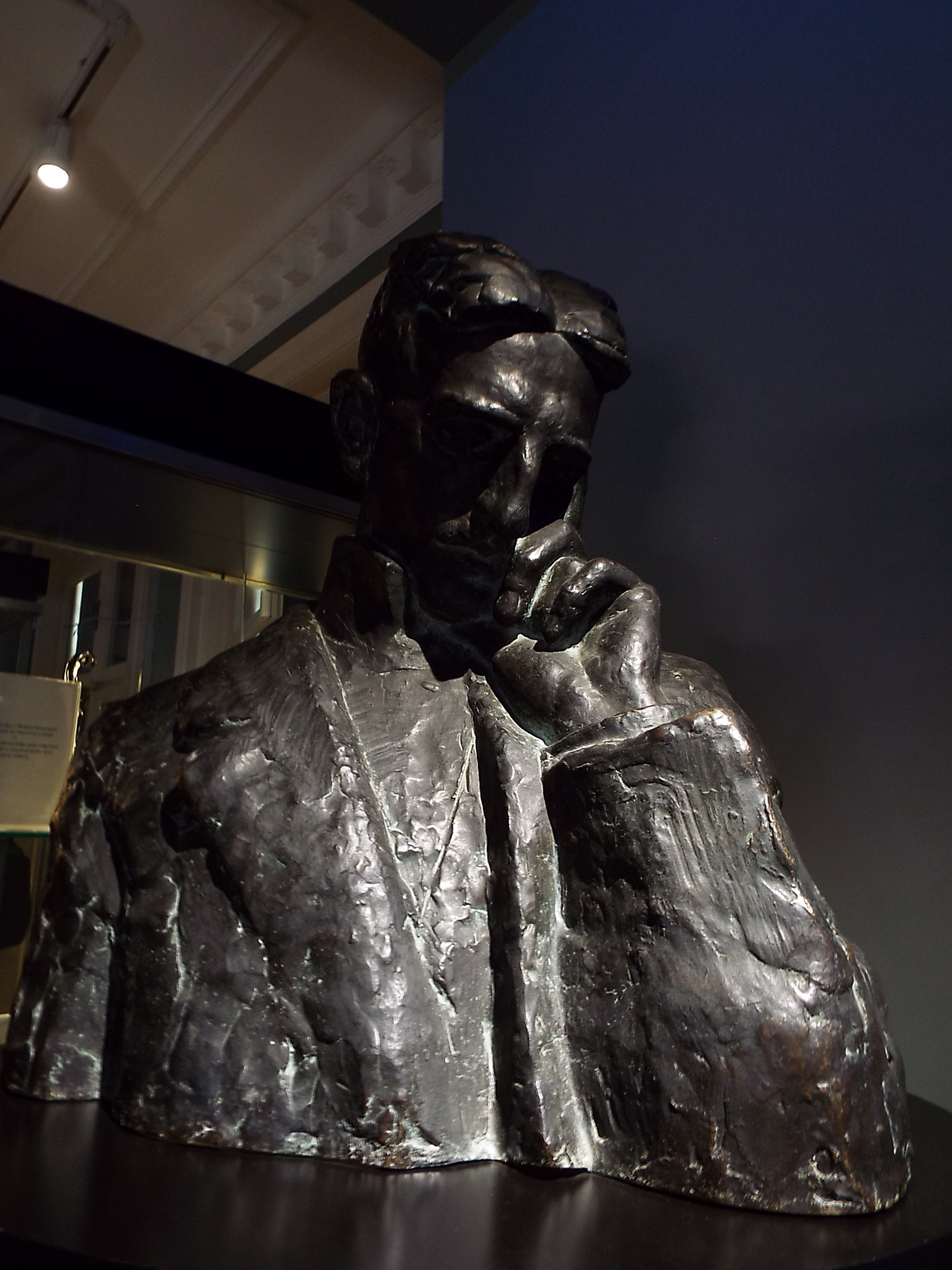
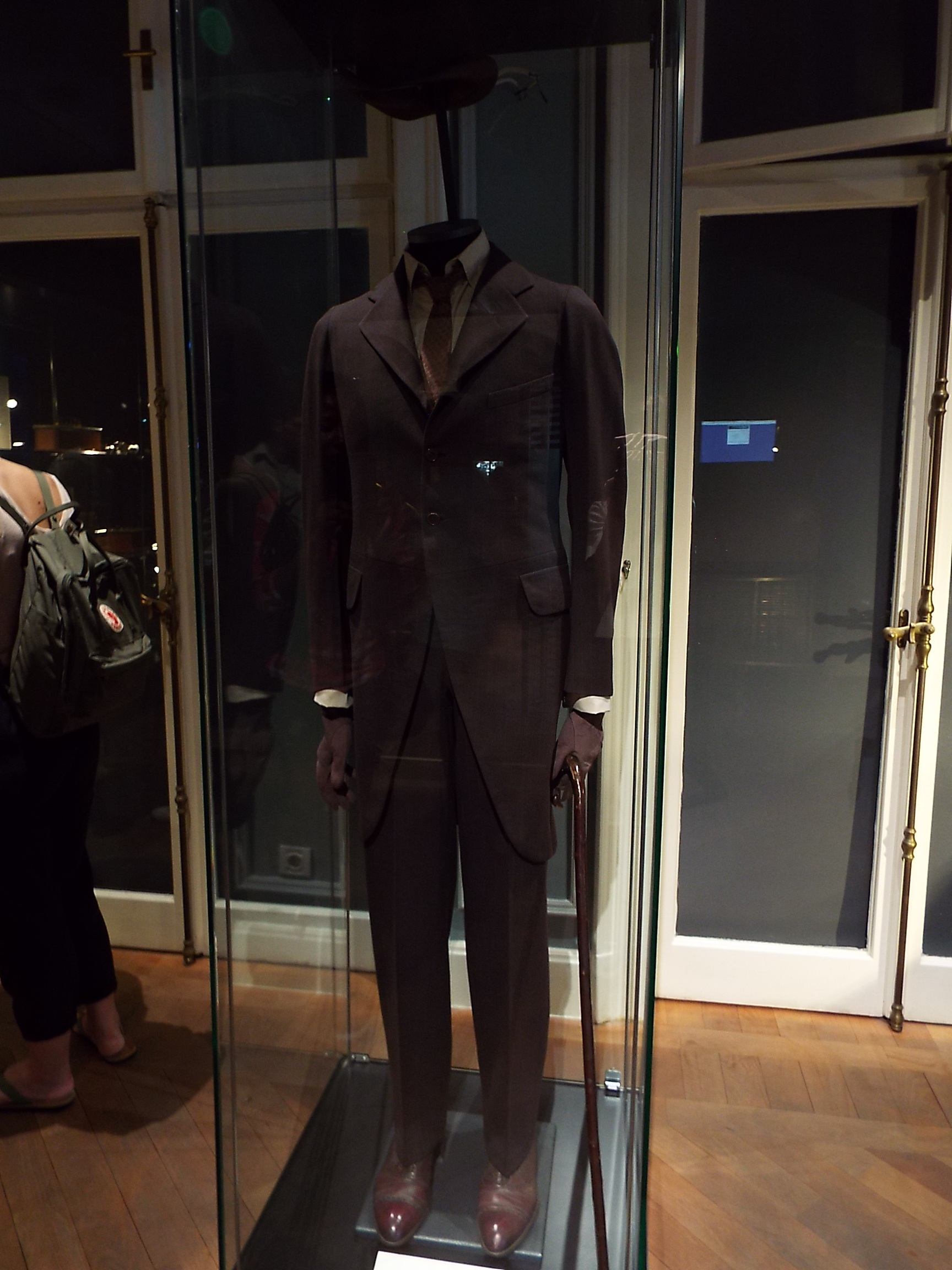